# Дальний (Липецкая область)
Да́льний — посёлок Каликинского сельсовета Добровского района Липецкой области. Стоит на левом берегу реки Воронежа.
Был образован в 1922 году .
Название ему присвоили по дальнему земельному участку, на котором расположен посёлок. Он находится на окраине леса у реки Воронежа, до которого тянутся болота. Восточнее находится Демкинский кордон. В Дальний ходит автобус № 152 «Доброе - Преображеновка - Дальний». Также Дальний соединен с Ратчином и Каликиным лесными дорогами. 

## Население
| 2006 | 2010 |
| ---- | ---- |
| 25   | ↗26  |